# PYURF
PYURF (англ. PIGY upstream reading frame) – білок, який кодується однойменним геном, розташованим у людей на 4-й хромосомі. Довжина поліпептидного ланцюга білка становить 114 амінокислот, а молекулярна маса — 12 655.
| 10         |  | 20         |  | 30         |  | 40         |  | 50         |
| ---------- |  | ---------- |  | ---------- |  | ---------- |  | ---------- |
| MLSGARCRLA |  | SALRGTRAPP |  | SAVARRCLHA |  | SGSRPLADRG |  | KKTEEPPRDF |
| DPALLEFLVC |  | PLSKKPLRYE |  | ASTNELINEE |  | LGIAYPIIDG |  | IPNMIPQAAR |
| MTRQSKKQEE |  | VEQR       |  |            |  |            |  |            |

A: Аланін

C: Цистеїн

D: Аспарагінова кислота

E: Глутамінова кислота

F: Фенілаланін

G: Гліцин

H: Гістидин

I: Ізолейцин

K: Лізин

L: Лейцин

M: Метіонін

N: Аспарагін

P: Пролін

Q: Глутамін

R: Аргінін

S: Серин

T: Треонін

V: Валін

Локалізований у мітохондрії.